# The xx
The xx est un groupe de rock britannique, originaire de Londres, en Angleterre. Formé en 2005, le groupe comprend alors quatre membres : Romy Madley Croft au chant et à la guitare, Oliver Sim  au chant et à la basse, Jamie Smith aux synthétiseurs et boîte à rythmes et Baria Qureshi au synthétiseur et à la guitare. Le style musical du groupe se caractérise par des sonorités épurées le rapprochant parfois de la musique minimaliste
Leur premier album, xx, sort en août 2009. En novembre de la même année, Baria Qureshi quitte le groupe après une absence à quelques concerts pour cause d'« extrême fatigue ». The xx est désormais un trio et continue son ascension en 2010 tout en essayant de se préserver d'une pression médiatique de plus en plus forte.

## Biographie

### Formation
Les membres du groupe se sont rencontrés à l'Elliott School, la même école qui a notamment vu naître Hot Chip, Burial et Four Tet. Le groupe a cependant nié l'influence de l'école sur leur carrière: « Un professeur d'Elliott, qui ne nous avait pourtant jamais enseigné, nous a dit à quel point il nous trouvait super. C'est un peu agaçant. On était laissés à l'écart plus qu'autre chose… bien que je sois sûr que cela nous a aidé d'une certaine manière. » Oliver Sim et Romy Madley-Croft ont fondé le groupe en tant que duo à l'âge de 15 ans. La guitariste Baria Qureshi les rejoignit en 2005 alors qu'ils commençaient à se produire sur scène, et Jamie Smith les rejoignit un an plus tard.

### XX

Pochette de l'album xx.

Leur premier album homonyme est publié par le label indépendant anglais Young Turks le 17 août 2009. Bien que le groupe avait déjà travaillé avec des producteurs tels que Diplo ou Kwes, ils produisent xx eux-mêmes, tandis que Jamie Smith et Rodaidh McDonald se chargèrent du mixage[réf. nécessaire]. The xx enregistrent leur album dans un petit garage faisant partie des studios d'enregistrement XL Recordings, souvent de nuit, ce qui contribue à la tonalité sombre et éthérée de l'album. En août 2009, le groupe effectue sa propre tournée. The xx étaient partis en tournée avec divers artistes, notamment Friendly Fires, The Big Pink et Micachu. Et comme un avant-goût du succès à venir, leur single Crystalised est sélectionné comme Single de la semaine par iTunes (Royaume-Uni) à partir du 18 août 2009.
xx est très bien accueilli par la critique, atteignant la catégorie acclamation universelle sur Metacritic. L'album est également bien placé dans les classements annuels de 2009, notamment 9e par Rolling Stone et 2e par le NME,. En 2009, dans la liste des « 50 meilleurs espoirs » publiée par le NME, The xx obtiennent la 6e place, et en octobre 2009, ils sont distingués sur MTV Iggy comme l'un des « 10 meilleurs groupes faisant sensation » au CMJ Music Marathon 2009,.
La musique de l'album, et notamment le titre Intro, est largement utilisé à la télévision et dans les médias, comme dans les séries 24/7, Person of Interest, Cold Case : Affaires classées, Suits, avocats sur mesure, Mercy, Bedlam, Hung, et 90210 Beverly Hills : Nouvelle Génération, Ransom (série télévisée). La musique du groupe servit également lors de la diffusion des Jeux olympiques d'hiver de 2010 sur la NBC. Certains titres ont en outre été choisis pour les bandes annonces sur E4 des séries Misfits et 90210 Beverly Hills : Nouvelle Génération en mars 2012, le défilé automne/hiver 2011 de Karl Lagerfeld, et le film Numéro Quatre. Le titre Intro est utilisé dans la bande son du film Albator, Corsaire de l'Espace (2013).
Le 26 octobre 2009, le groupe enregistre en direct une black session, pour l'émission de Bernard Lenoir diffusée par France Inter. Ils y jouent leurs titres dans le même ordre que sur leur album. À la fin 2009, la deuxième guitariste et claviériste Baria Qureshi quitte le groupe. Les premiers communiqués mettent en cause l'épuisement de la jeune fille, mais le groupe explique ultérieurement que cette décision avait été motivée par des divergences personnelles,. Plus tard, Romy Madley-Croft décrit cette séparation comme un divorce.
En janvier 2010, Matt Groening choisit le groupe pour jouer deux représentations lors du festival All Tomorrow's Parties à Minehead en Angleterre dont il assurait la programmation. De plus, le groupe joue dans cinq des plus importants festivals de musique en Amérique du Nord : Coachella, Sasquatch, Bonnaroo, Lollapalooza et Austin City Limits. En mai 2010, Le morceau Intro est utilisé par la BBC lors de la diffusion des élections générales britanniques de 2010, ce qui amena le groupe à jouer le morceau lors de l'émission Newsnight. Ce morceau est aussi repris par Rihanna dans la chanson Drunk on Love de son album Talk that Talk. Utilisé pour le final du film Projet X et avant les matchs de l'Euro 2012 dans les stades en Pologne et en Ukraine.
En septembre 2010, le premier album du groupe remporte le Mercury Music Prize, étant nommé meilleur album anglais et irlandais de l'année,,. Après la diffusion en direct de la cérémonie de remise des prix, les ventes de l'album grimpèrent en flèche, passant de la 16e à la 2e place dans les classements du 12 septembre au Royaume-Uni, accompagné d'une augmentation des ventes de 269 %. La campagne de marketing des studios XL s'est alors considérablement étendue autour de ce succès,,.

### Coexist
Coexist le deuxième album du groupe est publié le 11 septembre 2012. En 2013, ils enregistrent le titre Together pour la bande originale du film Gatsby le magnifique. La même année ils annoncent envisager la sortie d'un album en 2014. En 2014, ils travaillent sur ce troisième disque dans un studio au Texas. En septembre 2016, le groupe annonce des dates de concerts pour 2017. Annonce suivie quelques jours plus tard par de nouvelles dates à l'automne 2016 et par la présence du groupe en studio.

### Projets personnels de Jamie, Romy et Oliver
Jamie xx sort en mai 2015 un album solo intitulé In Colour. Sur cet album figure notamment la présence de Romy (sur les titres SeeSaw et Loud Places) et de Oliver (sur le titre Stranger in a Room). En septembre 2022, Oliver Sim sort un album solo intitulé Hideous Bastard. En septembre 2023, Romy publie l'album intitulé Mid Air.

## Style et influences
Le groupe s'est inspiré de plusieurs musiques différentes. Romy Croft explique : « Jamie a commencé à s'intéresser beaucoup à la soul et puis de là, il est parti vers le hip-hop et la dance anglaise. Il apporte des fréquences très basses dans le groupe. Et moi, j'ai grandi en écoutant Siouxsie and the Banshees et the Cure. Nous sommes la synthèse de tout ça. » Elle cite aussi Jimi Hendrix, The Slits, Joy Division, Yazoo, Eurythmics et New Order.

## Membres

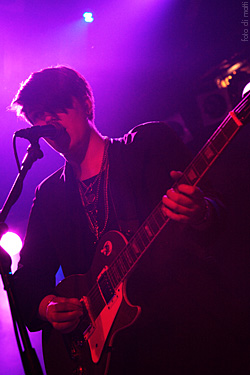
Romy Madley Croft, Barcelone 2009
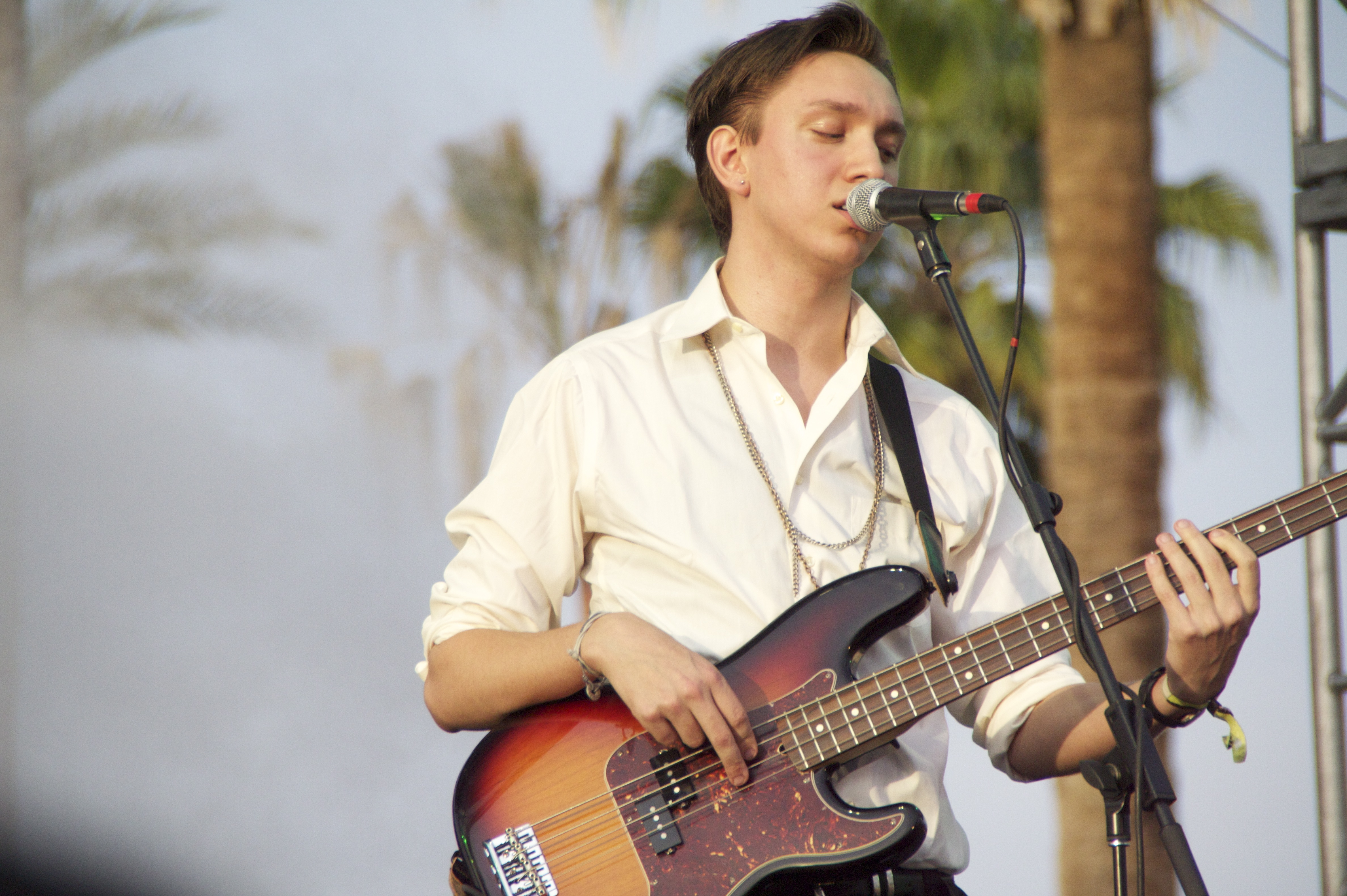
Oliver Sim, 2010
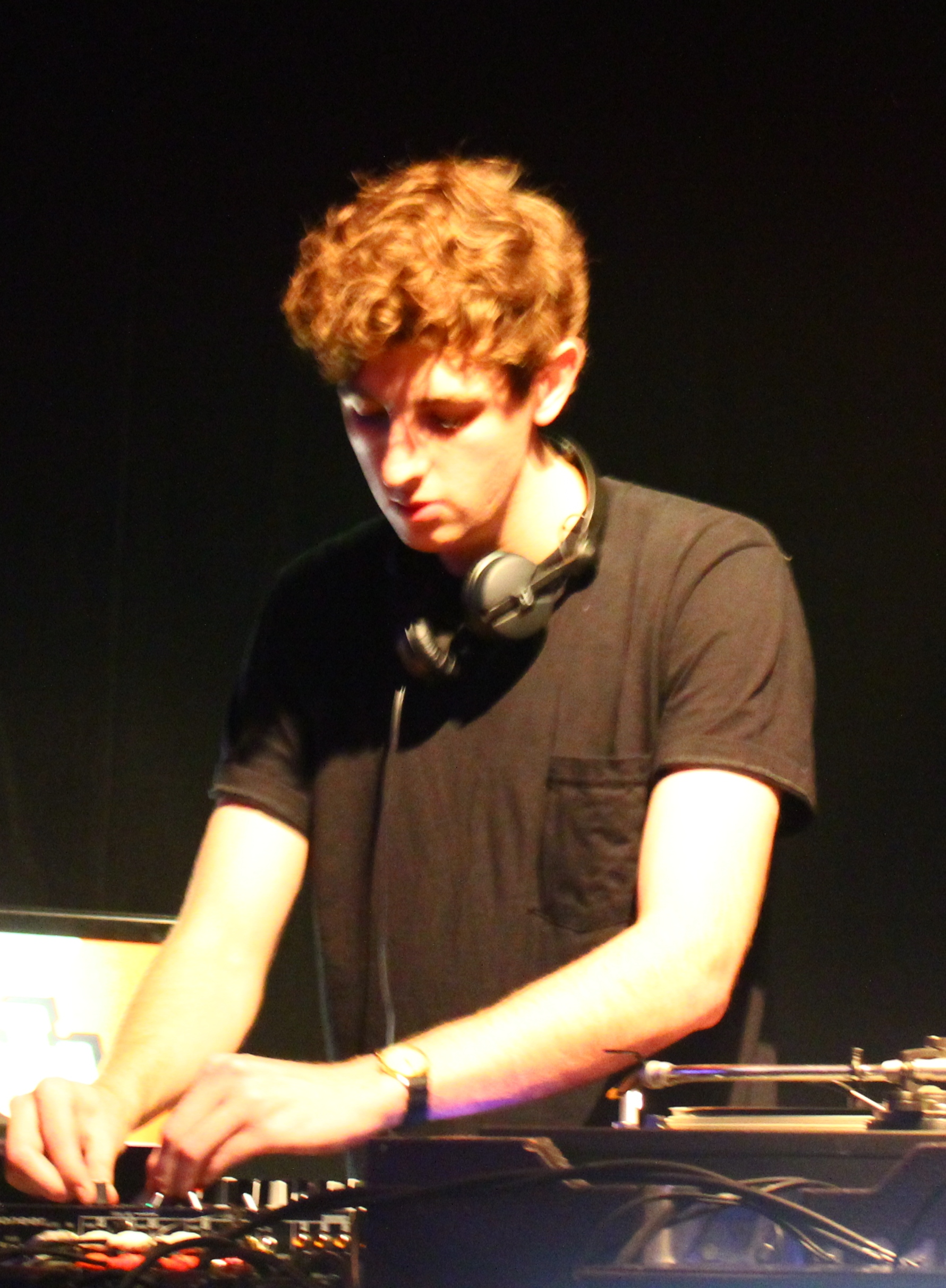
Jamie Smith, 2011